# Deanston
Винокурня Deanston — завод по производству односолодового шотландского виски, расположенный на берегу реки Тейт, в восьми милях от исторического города Стерлинг, у ворот в живописный национальный парк Лох-Ломонд и Троссакс. Это крупнейшая винокурня, принадлежащая производителю шотландского виски Distell Group Limited, который также владеет винокурней Bunnahabhain на острове Айлей и заводом Tobermory на острове Малл.
Винокурня Deanston начала свою деятельность в 1785 году как хлопкопрядильная фабрика, спроектированная сэром Ричардом Аркрайтом, и оставалась в таком виде в течение 180 лет, пока не была преобразована в винокурню в 1966 году. Постоянные поставки чистой воды из реки Тейт способствовали решению превратить фабрику в винокурню, и теперь Deanston является единственным ликероводочным заводом в Шотландии, который имеет автономные источники электроэнергии, энергия которых вырабатывается гидроэнергетическим объектом . Винокурня Deanston расположена в «односолодовом» регионе Хайленд в Шотландии и производит виски, изготовленный вручную десятью местными мастерами, без охлаждения, натурального цвета (без красителей) и разлитый по бутылкам крепостью 46,3 %

## История
Deanston впервые получил свое имя в 1500 году, когда Уолтер Драммонд (Декан в городе Данблейн) унаследовал земли, которые сейчас известны как Динстон, от холдейнов из региона Глениглс. Шотландское слово «dean» («декан») было соединено с шотландским гэльским термином «toun», означающим ферма / поселение, таким образом образовалось Deanston (Динстон).
Динстон был, в основном, сельскохозяйственным районом, где Джон Бьюкенен и его братья из Карстона приняли дальновидное решение превратить существующую хлопкопрядильную фабрику в кардочесальную и передвижную фабрику с новейшим оборудованием, работающую на гидроэнергии. Спроектированная Аркрайтом, изобретателем водяной прядильной машины, фабрика была открыта в 1785 году как Adelphi Mill, по греческому слову «adelphoi», означающему «братья». Фабрика получала энергию от реки Тейт и была одной из первых полдюжины фабрик такого типа, построенных в Шотландии.
Ее открытие ознаменовало начало периода больших перемен для Динстона, населенного горцами, которые были выселены на равнинные территории и не хотели работать на заводе. После сложного начала, состояние фабрики изменилось с приходом Киркмана Финли (предпринимателя из Глазго James Finlay & Co) и энергичного Джеймса Смита, который был назначен менеджером в 1806—1807 году в возрасте всего семнадцати лет и оставался у руля компании в течение 35 лет. Смит приступил к масштабной модернизации Deanston в период 1811—1833 годов, построив новую прядильную фабрику, деревню, жилые дома, дороги, новую плотину, новые газовые заводы, большой ткацкий сарай, школу и лестничный рыбоподъемник, чтобы открыть лососю доступ к верховьям реки — оригинальную модель сегодня можно увидеть на винокурне. Самым большим его нововведением были инженерные сооружения, разработанные для оборудования фабрики Catrine Mill, они были экспортированы во все части Великобритании и Европы. Таланты Смита не ограничились модернизацией фабрики, так как он также прославился своей разработанной системой глубокого дренажа почвы, известной как «динстонизация».

## Инновации
В первые дни своего существования фабрика Deanston находилась в авангарде промышленной революции в Шотландии, на которой были разработаны ряд важных для страны инноваций, которые продолжают оказывать влияние на винокурню и по сей день. Из-за нехватки валюты в то время, компания была первым крупным промышленным предприятием, производившим собственную валюту. Французская революция и наполеоновская война привели к тому, что серебро и золото были необходимы на финансирование военных действий, в результате чего фабрика объединила воедино испанские и французские монеты, которые были выданы рабочим и поставщикам в качестве оплаты. Очень немногие из этих монет все еще существуют, однако одну из них вы можете увидеть в настоящее время на винокурне.
Первоначально фабрика и деревенские дома освещались с помощью свеч и масляных ламп, но в 1813 году фабрика Deanston стала первым заводом, использующим газ для освещения: как говорят, это был первый газовый завод на западе Шотландии, расположенный до Вестминстерского моста, и который не был освещен до конца декабря этого же года.
К 1833 году фабрика была оснащена четырьмя большими водяными колесами: первые два маленьких колеса были реконструкцией оригинальных колес фабрики Adelphi, а третье колесо называлось Самсон. Четвертое колесо (названное Геркулесом) имело размер 36 футов 6 дюймов в диаметре и обладало мощность 300 лошадиных сил, оно было самым большим водяным колесом в Европе и вторым по величине в мире. Были недавно найдены оригинальные кадры фильма о работе этих колоссальных колес, и теперь их можно посмотреть на винокурне. Колеса были демонтированы в 1949 году и заменены на более эффективные гидротурбины и паровую электростанцию, которая в настоящее время обеспечивает достаточно энергии для всех потребностей винокурни, а также излишки, которые продаются обратно Национальной энергосистеме.
На дизайнерский проект фабрики Deanston оказал сильное влияние классический стиль архитектуры Аркрайта, и сегодня это яркая особенность винокурни. Элегантный склад со сводчатым потолком длиной 204 фута и шириной 136 футов, ранее был ткацким цехом, признанным одним из величайших сохранившихся промышленных зданий эпохи Регентства в Шотландии, и теперь он используется для выдержки односолодового виски. Его строительство началось в 1834 году. Чугунная крыша-купол была изолирована слоем почвы, чтобы поддерживать температуру, наиболее подходящую для производства хлопковых изделий (80 градусов по Фаренгейту), а также помочь заглушить шум сотен работающих внутри станков. Земля на крыше использовалась под общественный огород.

## Деревня Динстон
Подобно образцовой общине Дэвида Дейла в Нью-Ланарке, деревня Динстон была построена владельцами фабрики Джеймсом Финли и Ко, чтобы обеспечить жильем рабочих. Первые дома были построены в 1811 году — общие подъезды уступили место автономным квартирам с чердаками для сушки одежды и хранения вещей, также были предусмотрены хорошие кухонные плиты, работающие на угле. На фабрике работала почти каждая трудоспособная женщина, поэтому легкоуправляемые дома были инвестициями для компании. Была предоставлена местная школа, которая по сей день обучает будущее поколение. Маленькие дети ходили в школу с пяти лет, а когда им было девять лет, ожидалось, что они будут читать и считать, прежде чем пойти на работу на фабрику. Дети в возрасте от 13 до 16 лет посещали вечернюю школу четыре дня в неделю. В Динстоне также были построены общественная прачечная, магазин тканей, почта, сберегательная касса и продуктовые магазины. К 1844 году на фабрике работало 1100 человек, многие из которых были женщинами и детьми.
В деревне Динстон мало что изменилось со времен хлопковой фабрики. В настоящее время значительная часть деревни внесена в особый список, что также свидетельствует о ее архитектурной и исторической ценности. Сводчатый цех, плотина и старая ткацкая фабрика внесены в список зданий категории A, а школа Динстон и деревенские коттеджи внесены в список категории C. Винокурня по-прежнему поддерживает порядок на берегу реки, подстригает траву и по-прежнему является неотъемлемой частью сообщества деревни Динстон.

## Преобразования
В 1841 году Джеймс Смит покинул управление фабрики. Деятельность на предприятии продолжалась, но к 1848 году пришло в упадок. На рубеже двадцатого века спрос на хлопок постепенно падал и количество рабочих сократилось с 1500 до 500 человек. Ситуация ухудшалась, пока 2 апреля 1965 года не было принято решение о закрытии завода.
Благодаря коллективным усилиям компаний James Finlay & Co, Brodie Hepburn & Co и AB (Sandy) Grant, известных вместе как компания Deanston Distillers Ltd, в 1965 году фабрика Deanston превратилась в завод по производству солодового виски. Мягкое, но быстрое течение реки Тейт и бум виски в Шотландии в то время сделали это место идеальным для производства. Винокурня была открыта 17 октября 1966 года после капитального ремонта стоимостью 300 000 фунтов стерлингов, над которым работали 20 местных жителей, но потребовалось всего девять месяцев. Три этажа пришлось снести, чтобы освободить место для четырех медных перегонных кубов и бродильного чана. Постоянная прохладная температура помещения бывшего ткацкого цеха делала его идеальным для выдержки. Единственным полностью новым зданием было помещение для брожения, где сейчас стоят восемь огромных чанов. В заполненном состоянии каждый из них весит 60 тонн, и они стоят на вершине четырех туннелей фабрики, ведущих от машинного отделения обратно к реке.
Винокурня была официально открыта 30 января 1967 года актером Эндрю Крукшенком, звездой сериала BBC «История доктора Финли». Компания Deanston начала розлив в 1971 году, и первый односолодовый виски был назван Old Bannockburn. В это время также производился купажированный виски Teith Mill, вместе с Old Bannockburn эти виски продавали в картонных коробках на вынос в небольшом киоске на территории сафари-парка Blair Drummond Safari Park. С точки зрения бизнеса имело смысл продавать Deanston как односолодовый виски, хотя производился он в основном для купажирования. В 1971 году винокурня Invergordon (купленная компанией Whyte & Mackay в 1990 году) выкупила Brodie Hepburn Ltd с винокурней Tullibardine и 30 % акций компании Deanston Distillery. Год спустя Invergordon полностью приобрела Deanston, и в 1974 году был произведен первый односолодовый виски под названием Deanston. После спада в производстве виски винокурня Deanston прекратила производство в 1982 году на восемь лет, прежде чем был компания была приобретена нынешними владельцами, Burn Stewart Distillers Limited в 1990 г. (данная компания сейчас входит в состав холдинга Distell Group Limited).

## Центр для Посетителей
В июне 2012 года компания Burn Stewart Distillers открыла новый центр для посетителей в Динстоне. Центр для посетителей расположен в бывшей столовой ткацкой фабрики, с сохранением многих оригинальных особенностей помещения, что также позволило обеспечить семь новых рабочих мест для местных жителей. Здесь есть сувенирный магазин, в котором продаются эксклюзивные релизы Deanston, есть кафе, дегустационные зоны и зоны для проведения презентаций, а также специальные розливы и возможность проведения дегустационных туров.
К моменту открытия центра для посетителей винокурня и некоторые сотрудники уже привлекли международное внимание, так как Динстон фигурировал как место расположения винокурни в фильме Кена Лоуча «Доля ангелов», фильм вышел в мае 2012 года. Один из актеров, Жасмин Риггинс также присутствовал на открытии Центра.

## Производство и характер
Deanston очень отличается от традиционной винокурни шотландского виски и обладает рядом уникальных производственных особенностей, которые придают ей особый характер во вкусе виски и внешнем виде. Спирты производятся вручную небольшой командой местных мастеров, которые используют традиционные методы дистилляции. Никакие технологии или компьютеры не используются. Deanston использует только ячмень, выращенный в Шотландии, и в 2000 году Deanston была одной из первых винокурен в Шотландии, которые начали производить органический виски, сертифицированный Федерацией органических продуктов питания, и использующий ячмень, выращенный на специально отобранных участках, без пестицидов и химикатов. На винокурне также используется 11-тонный смесительный чан с открытым верхом — единственный такого размера в Шотландии, и четыре уникальных перегонных куба с наклонными вверх дужками из лайна и перегонными шарами, которые придают виски легкий характер. Спирт выдерживается в помещении бывшего ткацкого цеха, построенном в 1830-х годах, и который вмещает 45 000 бочек.